# Gridland
Gridland est un jeu vidéo de puzzle développé et édité par Doublespeak Games, sorti en 2014 sur navigateur web.
Une version aux graphismes améliorés est sortie sur supports mobiles iOS et Android en 2017 sous le titre Super Gridland.

## Système de jeu
Gridland est un jeu de type match-3 (c'est-à-dire dans lequel le joueur doit combiner des éléments disposés sur une grille par trois). Il alterne entre des phases de joueur où le joueur construit des bâtiments et des phases de nuit où il combat des monstres.

## Accueil
Super Gridland
- Canard PC : 7/10[1]
- TouchArcade : 3,5/5[2]